# Pinofranqueado
Pinofranqueado (extremeny: Pinofranqueau) és un municipi de la província de Càceres, a la comunitat autònoma d'Extremadura (Espanya).

## Demografia
| 1.824 | 1.793 | 1.738 | 1.693 | 1.644 | 1.593 | 1.618 | 1.638 | 1.651 | 1.673 |